# Chasmocephalon iluka
Chasmocephalon iluka är en spindelart som beskrevs av Norman I. Platnick och Forster 1989. Chasmocephalon iluka ingår i släktet Chasmocephalon och familjen Anapidae. Inga underarter finns listade i Catalogue of Life.